# Estadio Alfonso Lastras
Estadio Alfonso Lastras Ramírez – wielofunkcyjny meksykański stadion, wykorzystywany głównie do rozgrywania meczów piłkarskich, zlokalizowany w mieście San Luis Potosí, w stanie San Luis Potosí. Może pomieścić 28 000 widzów. Obiekt został nazwany na cześć związanego z miastem polityka Alfonso Lastrasa Ramíreza. Arena została otwarta w 2002 roku i od tego czasu jest domowym stadionem pierwszoligowego zespołu San Luis F.C.